# 駱用卿
駱用卿（1476年—？年），字原忠，别號两山，陕西宁夏前卫籍浙江余姚县人，明朝政治人物。

## 生平
骆用卿早年累試不中第，只好以经術在他乡教授学生。同族人有軍籍在陕西，被征召時贿赂官差，将骆用卿替代徵解走，到达陕西後，以卫学生中弘治十四年（1501年）辛酉科陕西乡试第四名舉人，正德三年（1508年）成戊辰科進士，初授南海县知县，历官兵部员外郎，致仕後侨居通州。他師從武當道士翁藏拙，精通堪舆术。嘉靖中要建皇陵，大学士张孚敬与尚书汪鋐交相推荐他，他在天寿山为世宗选择了橡子岭和十八道岭两处吉壤，并画了图进呈皇帝，最后十八道岭被确定为建陵地点，即今明永陵。用卿後卒于通州。

## 家族
曾祖駱可堅。祖父駱彦璝。父駱情。母桑氏。永感下。兄用馴、用昂、用杲、用昇、用阳、用麒、弟用麟、用綸、用總。